# David Carbonari
David Carbonari (* 1909 in Rom; † 1981 ebenda) war ein italienischer Filmregisseur.

## Leben
Carbonari war von 1947 bis 1961 als Regieassistent für Duilio Coletti tätig (und 1962 einmal für Carlo Lizzani). 1955 inszenierte er mit Coletti seinen einzigen eigenen Film, Bella, non piangere!.

## Film
- 1955: Bella, non piangere!